# Lasioglossum orihuelicum
Lasioglossum orihuelicum är en biart som först beskrevs av Blüthgen 1924.  Lasioglossum orihuelicum ingår i släktet smalbin, och familjen vägbin. Inga underarter finns listade i Catalogue of Life.